# Oratorio di San Jacopo a Ceppeto
L'oratorio di San Jacopo si trova a Ceppeto, nel comune di Sesto Fiorentino, in provincia di Firenze, diocesi della medesima città.

## Storia e descrizione
L'oratorio conserva al suo interno, nella parete di fondo, piacevoli affreschi della fine del XVI secolo con la Vergine col Bambino e i santi Antonio abate e Rocco. Gli affreschi sono attribuibili a Giovanni Brina, forse coadiuvato dal fratello Francesco e furono commissionati dai marchesi Catellini da Castiglione il cui stemma, con tre ermellini rampanti, è visibile sulla medesima parete dell'unico altare. Il loro antico patronato si estendeva fino a questa chiesetta, e copriva ben sei parrocchie (nel corso del tempo tutte soppresse) annesse alla pieve di Cercina che sorgeva nei loro vasti possedimenti.